# … und vergib mir meine Schuld
… und vergib mir meine Schuld ist ein italienisch-deutsches Filmmelodram aus dem Jahre 1957 von Carlo Campogalliani mit Joachim Fuchsberger und Janet Vidor in den Hauptrollen.

## Handlung
Süditalien in den 1950er Jahren. Hier arbeitet der junge Einheimische Franco im Hafen von Neapel. Er verfügt über eine schöne Gesangsstimme, hat aber bislang noch nicht so recht darüber nachgedacht, ob er damit seinen Lebensunterhalt verdienen könnte und somit einen Berufswechsel vornehmen sollte. Eines Tages wird er „entdeckt“, und man bietet ihm an, als Sänger im etwas halbseidenen Nachtclub „Mocambo“ aufzutreten. Franco, ein etwas naiver Zeitgenosse, der in der reizenden Julia eine zauberhafte Freundin hat, ahnt trotz der schlechten Rufs der beiden Bar-Betreiber Max und Herkules nicht, dass man ihn lediglich für deren finstere Geschäfte ausnutzen möchte, denn Francos Kontakte zum Hafenbetrieb lassen sich gut für Schmuggelgeschäfte einsetzen. In der Zwischenzeit kehrt der Sänger Luciano, der in den Vereinigten Staaten mit seiner Stimme schöne Erfolge landen konnte, nach Neapel heim. Er meint es ehrlich mit Franco und kann dessen Gesangstalent richtig einschätzen.
Luciano macht es möglich, dass Franco beim Radio vorsingen darf. Bei den Rundfunkleuten hinterlässt Franco dank seiner schönen Stimme einen guten Eindruck. Da Luciano mit Franco nunmehr häufiger zu tun hat, glaubt er bald in dem jungen Mann seinen einst bei seiner überstürzten Abreise nach Übersee zurückgelassenen Sohn zu erkennen. Luciano weiß, dass er damals mit seinem Handeln seinem Sohn und dessen Mutter bitteres Leid zugefügt hat und verschweigt daher aus Angst seine Vermutung von der eigenen Vaterschaft. Aufgrund eines Missverständnisses glaubt Franco auf einmal an der Treue Julias zweifeln zu müssen, und er versäumt daraufhin seinen Einstand im Radio. Stattdessen kehrt er in die Fänge von Max und Herkules, die ihn nun massiv unter Druck zu setzen beginnen, zurück, und er droht durch die Machenschaften der beiden schurkischen Nachtclubbetreiber endgültig auf die schiefe Bahn zu geraten.

## Produktionsnotizen
Die Dreharbeiten zu dieser frühen deutsch-italienischen Co-Produktion fanden in Italien statt, der Film wurde hier am 1. Juni 1957 uraufgeführt. Deutschland-Premiere war am 3. April 1958. Anfang der 1960er Jahre wurde der Streifen in Deutschland erneut herausgebracht, diesmal unter dem Titel Das Lied von Neapel.

## Wissenswertes
Die Nebendarstellerin Gundula Korte war Joachim Fuchsbergers Ehefrau. Sie beendete mit diesem Film ihre Schauspielkarriere und wurde im Sommer desselben Jahres 1957 Mutter eines Sohnes (Thomas Fuchsberger).
Fuchsberger und Peter Carsten hatten bereits kurz zuvor (1954/55) in den drei 08/15-Filmen gemeinsam vor der Kamera gestanden.

## Kritik
Das Lexikon des Internationalen Films urteilte: „Rührselige Gesangsschnulze“ und „Nach Gehalt und Gestalt nur für anspruchsloseste Erwartungen.“